# Carlo Emanuele Balbo di Vernone
Carlo Emanuele, hrabia Balbo di Vernone - sabaudzki dyplomata żyjący na przełomie XVII i XVIII wieku.
Reprezentował Księstwo Sabaudii-Piemontu w Paryżu w latach 1699–1704 jako poseł. Wiktor Amadeusz II wysłał go ponownie do stolicy Francji w latach 1719–1723, tym razem w randze ambasadora.